# Malév
Malév (акроним от Magyar Légiközlekedési Vállalat с венг. — «Венгерское авиационное предприятие», Малев), также Malév Hungarian Airlines — флагманская авиакомпания Венгрии с 1956 по 2012 годы, базировалась в Международном аэропорту Будапешт Ферихедь. Malév  являлся членом альянса Oneworld в 2007—2012 годах.
На пике своей деятельности компания выполняла рейсы по 50 направлениям в  24 страны на 22 самолетах.
3 февраля 2012 года авиакомпания прекратила полёты по причине проблем с ликвидностью из-за решения Еврокомиссии, запретившей правительству страны субсидировать перевозчика.

## История
Первыми авиакомпаниями Венгрии можно считать Aero Rt. (создана в 1910 году), Magyar Æeroforgalmi Rt. (MAEFORT) и Magyar Légiforgalmi Rt. (Malert), однако, наступление Второй мировой войны приостановило развитие гражданской авиации Венгрии. Официальной датой создания компании считается 29 марта 1946 года, когда было создано Венгерско-советское совместное предприятие гражданской авиации (Magyar-Szovjet Légiforgalmi Rt., также известное как Maszovlet). Первыми самолётами были 21-местные пассажирские Ли-2 и 3-местные «такси» По-2, использовавшиеся для доставки авиапочты: мешки с почтой сбрасывались с самолёта, когда он пролетал над местом назначения. В 1950-м Malév сменил аэропорт Будаёрш на новый аэропорт Ферихедь.
25 ноября 1956 года Венгрия приобрела долю СССР в Maszovlet, эту дату считают днём рождения Malév. Авиакомпания постепенно расширяла свою деятельность, открывались рейсы в соседние страны, а после получения в 1968 году реактивных самолётов Ту-134 — по Европе и на Средний Восток. Ещё до политических изменений 1989 года Малев начал выводить из эксплуатации советскую технику и приобретать западные самолёты, первый Boeing 737-200 поступил в эксплуатацию 18 ноября 1988 года.
Последний Ту-154 был выведен из эксплуатации в 2001 году. В 2003 году Malév начал замену Boeing серии 737 Classic на 737 Next-Generation. До прекращения функционирования в 2012 году авиакомпания использовала 18 Boeing 737 и один Boeing 767-300ER для дальнемагистральных рейсов, а также несколько Fokker 70 и Canadair CRJ-200 на коротких маршрутах.
С 1999 по 2007 года 99,5 % акций Malév принадлежало венгерскому государственному агентству ÁPV Rt. (Állami Privatizációs és Vagyonkezelő Rt.), оставщиеся 0,5 % находились в руках мелких акционеров. ÁPV Rt продало государственный пакет Malév за 200 миллионов форинтов (793,6 тысячи евро) компании AirBridge Zrt, одним из акционеров которой являлся Борис Абрамович. Airbridge обязался инвестировать в венгерского перевозчика 50 миллионов евро, а также выплатить 51,6 миллиона евро долгов авиакомпании. Государственная компания Malév Vagyonkezelő Kft. взяла кредит в размере 20 миллиардов венгерских форинтов (68 млн евро) у Magyar Fejlesztési Bank.
По состоянию на февраль 2007 года AirBridge принадлежало 99,9 % акций авиакомпании.
В конце января 2009 года компания перешла под управление Внешэкономбанка, который приобрёл миноритарный пакет акций AirBridge Zrt в размере 49 %. Сделка завершилась 18 марта 2009 г. «Аэрофлот» был нанят как управляющая компания со стороны ВЭБа. 51 % акций остался в собственности Венгрии.
15 апреля 2009 г. генеральным директором компании был избран бывший пилот Boeing 737, генеральный директор DBA и Cirrus Airlines Мартин Александр Гаусс. Под его руководством удалось достичь коэффициента загрузки выше среднего по отрасли среди «традиционных» авиакомпаний, сравнимого с коэффициентом бюджетных авиакомпаний. Однако в это же время убытки авиакомпании удвоились и превысили 24 миллиарда форинтов за 2009 год, а за два года компания была вынуждена зафиксировать свои самые большие убытки в размере почти 50 миллиардов форинтов (свыше 180 млн евро).
10 марта 2010 г. Внешэкономбанк выплатил предоставленную им банковскую гарантию на сумму 32 млн евро в счет арендной платы, подлежащей выплате Национальному доверительному управляющему Венгрии за активы, оставшиеся в государственной собственности в 2007 г., со стороны AirBridge. 11 марта подписной капитал авиакомпании был уменьшен до 4 миллиардов венгерских форинтов, и было произведено увеличение капитала на 26,82 миллиарда венгерских форинтов, из которых 25,36 миллиарда было подписано Венгерским национальным управлением активами, что снова сделало государство мажоритарным владельцем авиакомпании с долей 95 %. Остальные 5 % остались в руках AirBridge.
Анализ деятельности, проведенный по поручению правительства правления Орбана в 2010 году, показал, что Malév по существу нежизнеспособен: его деятельность неустойчива, и к 2012 году нет шансов на достижение безубыточности, как то обещал гендиректор Мартин Гаусс. Основными причинами этого являлись резкое падение доходов и потеря пассажиров из-за плохого графика, а также невыполнение принятого бизнес-плана, предусматривавшего увеличение пассажиропотока и выручки параллельно со снижением затрат. Изменение расписания произошло в пользу конкурентов, которые переняли у Malév рейсы с южных и восточных направлений на запад, а также на Скандинавию.
В 2010 году Европейская комиссия по инициативе частной Wizz Air начала расследование законности фактической национализации Malév, поскольку правила ЕС запрещают авиакомпаниям получать государственные субсидии. Летом 2011 года Еврокомиссия официально предложила венгерскому правительству считать оспариваемую государственную помощь приемлемой после представления программы реструктуризации. В случае невыполнения этого требования, то есть без достижения устойчивости компании, компания Malev должна была вернуть деньги в бюджет. При этом Внешэкономбанк оставался главным кредитором авиакомпании, выдав ей 102 млн евро. Ещё 171 млн долларов в неё вложило правительство.
За 2010 год авиакомпания незначительно снизила свои убытки: с 24,84 до 24,56 млрд форинтов (91,32 млн €) вместо обещанных менеджментом 20 миллиардов. Она перевезла 2,984 млн пассажиров (минус 8 % по сравнению с предыдущим годом), количество рейсов сократилось на 13. Эти сокращения руководство объясняло влиянием извержения исландского вулкана и ростом цен на керосин.
27 мая 2011 года Мартин Гаусс был уволен с должности генерального директора решением акционерного собрания. Есть версия, что одной из причин ухода Мартина Гаусса с поста генерального директора Malév был потолок вознаграждения, установленный для всех руководителей государственных компаний в 2010 году вновь избранным правительством во главе с Виктором Орбаном: 8000 евро в месяц брутто (около 5000 евро нетто).
В январе 2012 года Комиссия объявила незаконными как обратный выкуп, так и ряд других грантов и сделок в период с 2007 по 2010 год; она предписала Malev выплатить в общей сложности около 100 миллиардов форинтов государственной помощи и запретила венгерскому государству оказывать дальнейшую помощь. Затребованная сумма соответствовала годовой выручке компании.
3 февраля 2012 года авиакомпания объявила о полном прекращении полётов, объяснив это тем, что поставщики услуг требуют от неё предоплаты. 14 февраля она была объявлена неплатежеспособной. Два её последних самолёта были изъяты в пользу кредиторов в начале 2013 года: один в Ирландии, другой в Израиле.

## Флот
Флот Малев по состоянию на момент прекращения полётов (3 февраля 2012 года):
Ранее использовавшиеся самолёты:
- Bombardier CRJ200
- Boeing 737-200
- Boeing 737-300 заменён на Boeing 737-700
- Boeing 737-400 заменён на Boeing 737-800
- Boeing 737-500 заменён на Boeing 737-600
- Boeing 767-200ER
- Boeing 767-300ER
- Fokker 70
- Ил-14
- Ил-18
- Ил-62
- Ли-2
- По-2
- Ту-134
- Ту-154
- Як-40

## Инциденты и авиакатастрофы
- 16 сентября 1971 года — Катастрофа Ту-134 под Киевом
- 30 сентября 1975 года — Катастрофа Ту-154 под Бейрутом
- 21 сентября 1977 года — Катастрофа Ту-134 под Бухарестом
- 21 октября 1981 года — Авария Ту-154 в Праге
- 4 июля 2000 года — Авария Ту-154 в Салониках